# Osłona przed promieniowaniem
Osłona przed promieniowaniem – konstrukcja mająca na celu zmniejszenie natężenia promieniowania przenikliwego (jonizującego, niejonizującego bądź obojga naraz) docierającego do danego miejsca, zazwyczaj do wartości mniejszej niż maksymalna dopuszczalna. Wykonywana jest z odpowiednio dobranego i ukształtowanego materiału osłonnego, w postaci osłony stałej (jak np. ściana z betonu czy okno ze szkła ołowiowego) lub nadającej się do przenoszenia lub przewożenia (jak np. pojemnik ochronny na źródło promieniotwórcze).
Ze względu na zastosowanie osłony można podzielić na dwie kategorie:
- osłony biologiczne, tj. chroniące personel obsługujący źródła promieniotwórcze lub urządzenia jądrowe przed promieniowaniem, ich zadaniem jest zmniejszenie mocy dawki promieniowania w miejscu pracy personelu na tyle, aby otrzymywane przezeń dawki nie przekroczyły dawek granicznych. Ze względu na nierzadko występujący mieszany rodzaj promieniowania (np. personel obsługujący reaktor jądrowy) osłona taka może być złożoną konstrukcją, zapewniającą ochronę przed promieniowaniem gamma (ekrany z ołowiu) jak i przed silnym strumieniem neutronów (moderatory oraz pochłaniacze, patrz niżej). Oprócz osłon stałych i ruchomych stosowane są również osłony osobiste w formie fartuchów, płaszczy, rękawic i okularów ochronnych.
- osłony przyrządów pomiarowych, tak małych detektorów obsługujących konkretne próbki jak i dużych systemów jak licznik całego ciała. W takich przypadkach stosuje się również tzw. osłony czynne, nazwane tak dla odróżnienia od osłony biernej po prostu pochłaniającej promieniowanie – są to różne detektory promieniowania pracujące z właściwym przyrządem w układzie antykoincydencyjnym. Jej działanie polega na krótkotrwałym (czas rzędu mikrosekund) wyłączaniu procesu rejestracji promieniowania przez właściwy ("ochraniany") przyrząd pomiarowy w chwilach, gdy pojawia się promieniowanie z otoczenia, mogące podnieść tło widma. W ten sposób można eliminować tło pochodzące np. od promieniowania kosmicznego.

Ze względu na różne mechanizmy oddziaływania różnych rodzajów promieniowania z materią osłona projektowana jest dla danego rodzaju promieniowania w danych warunkach.

## Osłony przed promieniowaniem alfa
Promieniowanie alfa nawet w powietrzu ma bardzo mały zasięg (kilka centymetrów zależnie od energii, szybko traci energię) i nie wymaga stosowania dodatkowych osłon. Wystarczy odsunięcie się od źródła tego promieniowania, podczas manipulacji korzystanie z manipulatorów czy stosowanie rękawiczek (ze względu na większą gęstość tego materiału niż powietrza zasięg cząstek alfa jest jeszcze mniejszy, rzędu milimetra).
Mowa tu o zewnętrznym źródle promieniowania. Dla człowieka najgroźniejsze są skażenia powierzchni skóry oraz wchłonięcia wewnętrzne, czy to drogą pokarmową czy oddechową.

## Osłony przed promieniowaniem beta

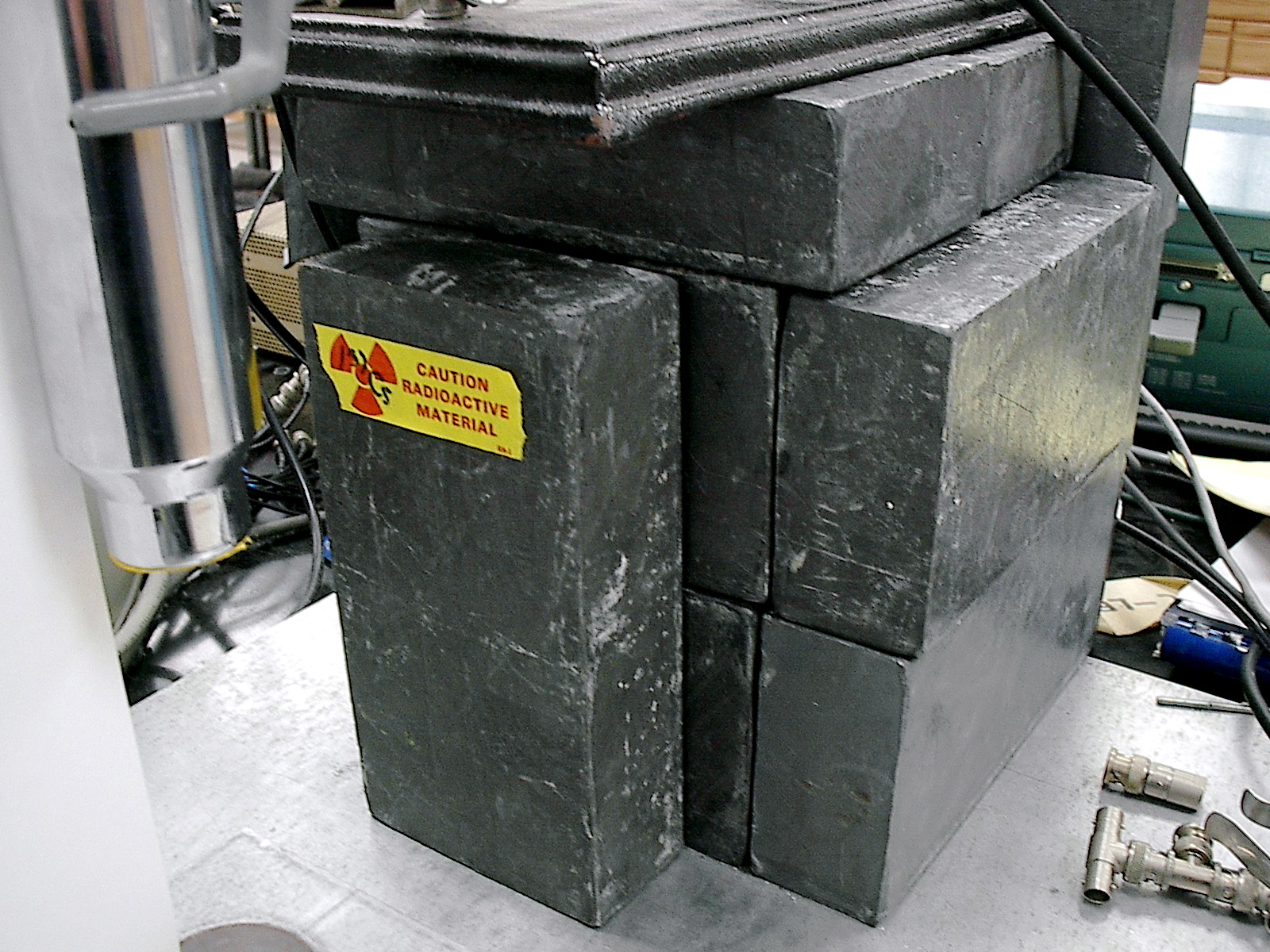
Bloczki ołowiane są często używane jako osłona przed promieniowaniem.

Zasięg cząstek beta w powietrzu jest rzędu metrów i zależy od energii elektronów, zatem stosowanie osłon jest konieczne. Jednak nie nadają się na nie materiały ciężkie jak ołów, pomimo niewielkiej ich grubości koniecznej do zatrzymania elektronów. Razem z liczbą atomową materiału rośnie prawdopodobieństwo emisji promieniowania hamowania przez zatrzymywane elektrony. Prawdopodobieństwo to (przekrój czynny na to zjawisko) rośnie proporcjonalnie do kwadratu liczby atomowej, dlatego też dla ołowiu (Z=82) jest ok. 40 razy większe niż dla aluminium (Z=13). Osłona wykonana z ołowiu zatrzyma elektrony, jednak stanie się źródłem wtórnego promieniowania rentgenowskiego, przed którym należałoby się dodatkowo osłaniać.
Jako materiały osłonne przed promieniowaniem beta stosuje się więc materiały lekkie (pod względem liczby atomowej); typowymi są szkło organiczne, inne tworzywa sztuczne, szkło zwykłe, aluminium.
Wymagana grubość osłony, jeżeli ma ona całkowicie pochłaniać promieniowanie, jest warunkowana maksymalną energią cząstek beta, przed jakim ma chronić personel. Z tablic lub wykresów należy odczytać maksymalny zasięg elektronów o tej energii w danym materiale i uczynić osłonę o grubości równej tej liczbie bądź większej. Można też odczytać zasięg maksymalny dla danego izotopu pierwiastka promieniotwórczego, wyrażony w jednostkach masy powierzchniowej (zazwyczaj mg/cm2) i podzielić przez gęstość materiału z jakiego wykonana ma być osłona otrzymując minimalną wymaganą jej grubość. Dla przykładu itr-90, stosowany w terapii artretyzmu, o czasie połowicznego zaniku 2,7 dnia i energii maksymalnej cząstek beta 2,18 MeV posiada zasięg maksymalny R=1100 mg/cm2. Dla osłony z pleksiglasu (gęstość d=1,19 g/cm3) oznacza to, że jej grubość musi wynosić co najmniej R/d=0,93 cm (zaokrąglanie w górę dla bezpieczeństwa).

## Osłony przed promieniowaniem gamma
Promieniowanie gamma, w odróżnieniu od cząstek alfa i beta nie ma "zasięgu maksymalnego" w żadnym materiale. Stosowana osłona zgodnie z prawem pochłaniania (analogicznie jak prawo Bouguera dla światła widzialnego) osłabia wiązkę tym bardziej im jest grubsza. Tak materiały lekkie jak i ciężkie są w stanie zapewnić daną krotność osłabienia, różnić się będą jednak grubością. Przekroje czynne na różne rodzaje oddziaływania promieniowania gamma z materią zależą od liczby atomowej w potęgach od 1 do 4, zatem im cięższy materiał stosowany na osłony – tym mniejsza jego wymagana grubość dla zapewnienia danej krotności osłabienia.
Dla przykładu, aby uzyskać 100-krotne osłabienie wiązki promieniowania gamma irydu-192 należy przygotować osłonę z betonu o grubości 32 cm albo osłonę z żelaza o grubości 9 cm albo z ołowiu o grubości 2,8 cm.
Typowymi materiałami osłonowymi są ołów, uran zubożony, stal, beton.
Ze względu na to, że nie tylko najcięższe materiały jak ołów stanowią skuteczną osłonę przed promieniowaniem gamma (jedynie mniejsza ich grubość wystarcza do takiej samej osłony wykonanej z materiałów lżejszych), osłony często wykonywane są z powszechniejszych i tańszych materiałów. Gdy tylko pozwalają na to warunki eksploatacyjne i techniczne (np. wolne miejsce na odpowiednio grubszą osłonę) stosuje się często, zwłaszcza na osłony stałe, różnego rodzaju betony, stanowiące tani i łatwy w stosowaniu budowlany materiał konstrukcyjny. Dodatkową zaletą betonów jest możliwość zmiany ich własności fizycznych i technicznych przez stosowanie różnego rodzaju dodatków (np. betony ciężkie z domieszką odpadków żeliwnych i stalowych czy śrutów metalowych w celu zwiększenia gęstości czy też barytobeton).
Jednak gdy do dyspozycji jest mało miejsca bądź chodzi o małe pojemniki np. do transportu źródeł promieniotwórczych niezastąpionym materiałem osłonnym są substancje ciężkie jak np. ołów czy uran zubożony.
W Polsce metody obliczania osłon stałych przed promieniowaniem X i gamma określa Polska Norma z 1986 roku PN-86 J-80001 Materiały i sprzęt ochronny przed promieniowaniem X i gamma. Obliczanie osłon stałych.

### Osłona detektora
Osobnym zagadnieniem jest problem osłony wnętrza domku pomiarowego detektora przed naturalnym promieniowaniem zewnętrznym, zwłaszcza gdy pomiary obejmują niskoenergetyczną część widma. Główną osłonę stanowi optymalnie 10 do 15 cm ołowiu (nie więcej ze względu na rosnącą masę osłony oraz większe prawdopodobieństwo oddziaływania z promieniowaniem kosmicznym, zwiększającym tło), przy czym wzbudzone promieniowanie X w osłonie ołowianej z przedziału (70-85) keV może stanowić problem przy pomiarach w niskich energiach. Aby temu zapobiec stosuje się osłonę stopniowaną, składającą się z ołowiu (10 cm) wyścielonego kadmem (3 mm), wychwytującym promieniowanie fluorescencyjne X z ołowiu i emitującym własne, w przedziale energii (23-27) keV absorbowane dalej przez miedź (0,7 mm). Wzbudzone promieniowanie fluorescencyjne miedzi o energii (8-9) keV leży już zazwyczaj poza zakresem zainteresowania spektrometrii gamma. Ze względu na koszty oraz niedogodności stosowania i obróbki kadmu (jest trującym metalem ciężkim) zazwyczaj spotyka się uproszczoną konstrukcję, zawierającą osłonę ołowianą wyścieloną tylko miedzią.

## Osłony przed promieniowaniem neutronowym
Ze względu na energię neutronów można podzielić je ogólnie na dwie grupy: prędkie oraz termiczne. Przed neutronami termicznymi można się łatwo osłonić umieszczając na ich drodze materiał o dużym przekroju czynnym na ich absorpcję, taki jak kadm czy bor. W przypadku neutronów prędkich ze względu na zależność oddziaływania od energii oraz powstawanie wielu rodzajów promieniowań wtórnych trudno zbudować skuteczną osłonę przed nimi. Dlatego też stosuje się układ dwustopniowy, w którym najpierw neutrony prędkie zostają spowolnione do energii termicznych a następnie wychwycone przez materiały pochłaniające neutrony termiczne. Dobrymi spowalniaczami (moderatorami) neutronów są materiały o niskich liczbach atomowych (im bardziej zbliżona masa jądra moderatora do masy neutronu tym większa strata energii neutronu przy zderzeniu). Powszechnie stosuje się materiały bogate w wodór (jego jądro to proton o masie bardzo zbliżonej do masy neutronu), jak wodę, parafinę, związki węgla z wodorem czy też sam węgiel (grafit).
Należy pamiętać, że osłona pochłaniająca neutrony, jak kadm, sama staje się źródłem promieniowania elektromagnetycznego (gamma), gdyż reakcja absorpcji neutronu jest często wychwytem radiacyjnym (n,γ) (patrz notacja reakcji jądrowych). Spotkać można zatem trzecią warstwę materiału osłonowego mającego za zadanie absorpcję powstałych kwantów promieniowania gamma.